# Trochosa ursina
Trochosa ursina là một loài nhện trong họ Lycosidae.
Loài này thuộc chi Trochosa. Trochosa ursina được Ehrenfried Schenkel-Haas miêu tả năm 1936.